# Claus Jesup
Claus Jesup (auch Nicolaus) († wohl zwischen 1448 und 1453 in Wismar) war zeitweise Bürgermeister der Hansestadt Wismar.

## Leben
Im Zuge der Unruhen in den Städten Norddeutschlands zu Beginn des 15. Jahrhunderts trat auch der „Wollenweber“ Claus Jesup als Anführer der aufständischen Handwerksämter in Wismar hervor. Wie auch in anderen Städten mit Lübischem Recht bestand der Rat ausschließlich aus Patriziern, während die übrigen Bürger kaum Mitspracherecht besaßen.
Jesup wurde Mitglied im neu gebildeten 60er-Ausschuss und Mitglied des im Zuge der Aufstände nach Absetzung des Alten Rates gebildeten Neuen Rates der Hansestadt. Im Jahr 1410 vertrat er diese bei Verhandlungen In Lübeck, wo 1408 der Alte Rat bei Unruhen abgesetzt und durch einen Neuen Rat ersetzt wurde. Im Jahr 1411 wurde er Bürgermeister von Wismar und blieb bis zur Wiederherstellung des Alten Rats 1416 im Amt. 
Im Dänisch-Hanseatischen Krieg (1426–1435) der wendischen, pommerschen und sächsischen Städte der Hanse gegen Dänemark kam es unter Führung des Lübecker Bürgermeisters Tidemann Steen 1427 zu erheblichen Verlusten der hansischen Flotte, die Jesup für seine nach wie vor verfolgten politischen Machtvorstellungen nutzte. Er nutzte die Unzufriedenheit der Stadtbevölkerung mit dem in ihren Augen eigenmächtigen und nicht der Stadt als Ganzem dienenden Kriegseingriff des herrschenden Patriziats, um erneut die Macht zu übernehmen. Als erstes veranlasste er die rechtsgrundlosen Hinrichtungen der bisherigen Bürgermeister Johann Bantzkow und Hinrich van Haren. Im Zuge dieser erneuten Machtübernahme wurde er wieder einer der Bürgermeister der Stadt. Der neue Rat huldigte der politisch eher schwachen Herzogin Katharina und wurde so von der Landesherrschaft anerkannt. Wismar und seine Bevölkerung gerieten aufgrund der Vorkommnisse in Reichsacht. Erst auf Veranlassung von König Sigismund wurde 1430 mit der Absetzung dieses Neuen Rates die überkommene Ordnung in der Stadt gewaltsam wiederhergestellt.
Es wird vermutet, dass Jesup zwischen 1448 und 1453 verstarb.

## Nachleben
- 1919 verfasst Ottomar Enking einen historischen Roman Claus Jesup, der 1930, 1940 und zuletzt 2001 erneut aufgelegt wurde.
- In Wismar gibt es eine Claus-Jesup-Straße.
- 1956 wurde die heutige Förderschule in Wismar nach Claus Jesup benannt.[3]